# Turismo de habitação
O Turismo de habitação é um dos sistemas de alojamento domiciliar que foram definidos para estarem inseridos no modelo de turismo rural, em Portugal.
Hoje mantém esta sua designação original (TH) e, no seu conjunto, com os outros três são agora oficialmente identificados por TER - Turismo no Espaço Rural, pela DGT (Direcção Geral de Turismo) do governo português.
Existe, desde o ano de 1981, de forma organizada e regulamentada com o principal objectivo de favorecer e revitalizar habitações com interesse para o património histórico-cultural.
Caracterizando-se por ser uma hotelaria familiar em solares, palácios ou casas apalaçadas com mobiliário e decoração adequado ao estilo das mesmas, de maior qualidade do que nas restantes modalidades de Turismo Rural.
As casas classificadas em Turismo de Habitação são, actualmente, identificadas como casas antigas de grandes dimensões, geralmente com história.
Consiste numa modalidade de alojamento turístico, (hospedagem), e que tem por base o acolhimento em casas particulares de reconhecido valor arquitectónico, relevante para a região ou mesmo internacional, com a presença do proprietário no local de pernoita, embora em espaços separados de dormida, por vezes com áreas comuns de serviço e de lazer, e na sua maioria com uma piscina inserida na área ajardinada pertencente às mesmas.